# Cylindrocladium candelabrum
Cylindrocladium candelabrum är en svampart som beskrevs av Viégas 1946. Cylindrocladium candelabrum ingår i släktet Cylindrocladium och familjen Nectriaceae.   Inga underarter finns listade i Catalogue of Life.